# Косача
Косача е село в Западна България. То се намира в община Ковачевци, област Перник.

## География
Село Косача се намира в планински район.
Селото е конгломерат от махали, разпръснати по баири и долини. Махалите са Тютюнджийска, Поляна, Домишлярска – там е къщата на майката на Георги Първанов, Еврейска, Величкова – там е къщата на баща му, Еленинска (баба Елена криела Левски в църквата), жена на дядо Пене – търговец в Цариград. (Обрани от попа от с. Ръждавица), Брадарска махала, Кюркчийска махала (там има останки от крепост), Груйова махала, Стойкови, Тодорови, Компирови, Миалови (Михайлови), Цигански (по прякор), Ковачевска махала. Разстоянието по шосе от Тютюнджия до Арбанашки рид е повече от 6 километра.

## История
В близост до селото и до язовир „Лобош“ („Пчелина“) се е намирал древният град Буйеридава (Buieridava). Той е бил основан ок. V в. пр. Хр. от тракийското племе илеи.

## Културни и природни забележителности
Азбука по косачки:
Ана Бие Веле. Господин Димитрия Е Жален За Ивана. Кире Лазов и Милан Наков Отидоха При Радомирския Съдия.
Там Уловиха Филип Хайдутин Циганин. Чича Шие Щилета/обувки/. Ъгъл, Юнак, Ябълка.

## Личности
Родени в Косача
- Павле (Павел) Младенов, български революционер от ВМОРО, четник на Кръстьо Българията на три пъти[2]
- Петър Милев (1879 – 1908), български революционер
- Георги Ананиев (1950 – 2021), бивш министър на отбраната
- Георги Константинов, български революционер от ВМОРО, четник на Михаил Чаков[3]
- Георги Солунски (р. 1939), български актьор, македонист
- Марко Лазаров (1867 – 1915), български революционер от ВМОРО
- Станимир Алексов, македоно-одрински опълченец, Кюстендилска дружина[4]
- Александър Наков (1919 – 2018), есперантист, анархист, политически затворник и концлагерист

## Други
Оттам всъщност е Георги Първанов. Майка му и баща му са от това село, Първанов само е роден в съседното село Сирищник.

## Галерия
- Сградата на кметството и Народно читалище „Лазо Стоянов-1927“
- Църква „Св. Архангел Михаил“
- Войнишки паметник
- Паметник на падналите през Отечествената война (1944 – 45 година) жители на село Косача.